# STS-111
إس تي إس-111 (بالإنجليزية: STS-111)‏ الرحلة العاشرة بعد المائة ضمن برنامج مكوك الفضاء لوكالة ناسا، والرحلة الثامنة عشر على متن مكوك الفضاء إنديفور، انطلقت الرحلة في 5 يونيو 2002 من مركز كينيدي للفضاء ، وهبطت بتاريخ 19 يونيو في قاعدة إدواردز الجوية، بعد ثلاثة عشر يوماً 20 ساعة مكثتها الرحلة في الفضاء، الهدف من الرحلة نقل تجهيزات لمحطة الفضاء الدولية، وتثبيت عناصر خاصة بنظام خدمات المحمول بالتعاون مع وكالة الفضاء الأوروبية، بلغ عدد الرواد المشاركين في الرحلة سبعة رواد من بينهم اثنين روس ورائد فرنسي وأربعة أمريكيون.